# ハムリン (水上機母艦)
ハムリン（USS Hamlin, AV-15）は、アメリカ海軍のケネス・ホィッティング級水上機母艦。
ワシントン州タコマのトッド・パシフィック造船所で建造され、コンスタンス・タフィンダー女史の後援により1944年1月11日に進水、1944年6月26日に就役した。

## 艦歴
ハムリンは1944年8月16日までカリフォルニア沖で海上公試を行い、サンペドロを出航して太平洋へ向かった。8月24日に真珠湾にて燃料と物資を積み込み、8月29日にエニウェトクに向かった。エニウェトクに到着後、物資と乗員を降ろし、その後はサイパンにて飛行部隊の任務に就いた。この期間中、ハムリンから発艦した水上機は偵察、対潜哨戒および航空支援などに従事し、太平洋戦争おける重要な貢献をもたらした。10月11日にウルシーに移動し、1944年12月29日にサイパンに戻ったが、その間も水上機による重要な支援任務を続けた。ハムリンは、10月14日にルソン島沖で損傷した軽巡洋艦ヒューストン（CL-81）およびリノ（CL-96）を護衛し、海軍が日本本土への攻撃をますます強化する中、任務を遂行した。
ハムリンの次の作戦は硫黄島における航路の維持であった。この作戦はB-29が日本本土への爆撃任務を行うための航空基地を保持するために必要な任務であった。
ハムリンは戦後短期間日本に留まったが、その後カリフォルニアに戻り、1947年1月15日にサンディエゴで退役した。1962年9月に海軍所有のまま海事局に移管され、カリフォルニア州サスーン湾の国防予備艦隊に配備された。ハムリンは1963年7月1日、海軍船籍より抹消された。
ハムリンは第二次世界大戦の戦功により、3つの従軍星章を受章した。